# Уайтфорд (тауншип, Миннесота)
Уайтфорд (англ. Whiteford) — тауншип в округе Маршалл, Миннесота, США. На 2000 год его население составило 38 человек.

## География
По данным Бюро переписи населения США площадь тауншипа составляет 94,0 км², из которых 86,8 км² занимает суша, а 7,3 км² — вода (7,74 %).

## Демография
По данным переписи населения 2000 года здесь находились 38 человек, 16 домохозяйств и 13 семей. Плотность населения —  0,4 чел./км². На территории тауншипа расположено 20 построек со средней плотностью 0,2 построек на один квадратный километр. Расовый состав населения: 97,37 % белых и 2,63 % азиатов.
Из 16 домохозяйств в 31,3 % воспитывались дети до 18 лет, в 81,3 % проживали супружеские пары и в 18,8 % домохозяйств проживали несемейные люди. 18,8 % домохозяйств состояли из одного человека, при том 12,5 % из — одиноких пожилых людей старше 65 лет. Средний размер домохозяйства — 2,38, а семьи — 2,69 человека.
21,1 % населения — младше 18 лет, 5,3 % — в возрасте от 18 до 24 лет, 21,1 % — от 25 до 44, 39,5 % — от 45 до 64, 13,2 % — старше 65 лет. Средний возраст — 48 лет. На каждые 100 женщин приходилось 81,0 мужчин. На каждые 100 женщин старше 18 приходилось 100,0 мужчин.
Средний годовой доход домохозяйства составлял 49 583 доллара, а средний годовой доход семьи —  50 417 долларов. Средний доход мужчин —  30 000  долларов, в то время как у женщин — 0. Доход на душу населения составил 23 091 доллар. За чертой бедности не находились ни одна семья и ни один человек.